# 盧瑞 (印第安納州)
盧瑞（英語：Luray）是位於美國印地安納州亨利縣的一個非建制地區。該地的面積和人口皆未知。